# Spec Ops
Las fuerzas especiales del Covenant, usualmente llamados Spec Ops, son personajes del videojuego Halo. Son guerreros extremadamente poderosos y peligrosos gracias a su poder y experiencia dentro del Covenant. Solo los Elites y los Grunts pueden estar en Spec Ops y solo son enviados a misiones muy peligrosas. Usan armaduras oscuras como negro y azul marino. Los Spec Ops se relacionan con los Stealth (Invisibles), aunque son diferentes, pues los Invisibles usan armadura gris y siempre están en modo invisible, en cambio, los Spec Ops tienen una armadura de los colores antes mencionados y su camuflaje solo dura un corto período.

## Rangos
Los Elites Spec Ops se dividen en tres rangos:

### Comandante Spec Ops
Es el rango más alto entre los Elites Spec Ops que se puede alcanzar. Aunque su armadura es blanca como la de los Elites Ultra, se cree que no comparten el mismo rango(Ultra). Los Comandante Spec Ops son extraordinariamente poderosos e inteligentes, de ahí el rango que logran a alcanzar. El único Elites que se conoce con este rango es Rtas 'Vadum. Comandan las fuerzas Elites y Grunts Spec Ops. También se les da el honor de hablar directamente con los Profetas Jerarcas.

### Oficial Spec Ops
Los oficiales Spec Ops son el rango alto siguiente al estándar Spec Ops y solo pueden ser usados por los Elites al igual que el Comandante Spec Ops. Su armadura es negra como la de los estándar y solo lideran grupos de Spec Ops aunque tienen un peso políticamente hablando. Tienen el derecho de hablarle a los Profetas menores como los Consejeros, Ministros, etc. Dos Elites se conocen Spec Ops: Zuka 'Zamamee, 'Umamee, pero se piensa que Kusovai también era un Oficial Spec Ops.

### Spec Ops Estándar
Son los estándar Spec Ops, usan armaduras negras o azul oscuro(en Grunts usan negro únicamente). Estas armaduras poseen Camuflaje aunque por un período corto que usan para infiltrarse.
Solo un Elite se conoce por nombre en los Spec Ops estándar y es N'tho 'Sraom, Elite que aparece en Halo 3 como el tercer jugador en la campaña en modo cooperativo.

## Combate
En combate los Spec Ops son muy inteligente y grandes estrategias. Su armadura resiste un poco más que la de los Elites Menores, pero resiste casi lo mismo que la de un Mayor. Los Spec Ops usan cualquier tipo de armas, desde la pistola de plasma hasta la espada energética. Y como los Zealots son poderosos enemigos que hay que temer.
En Halo: Combat Evolved los Spec Ops son negros. En Halo 2 son blancos. En Halo 3 son morados y azules con una variante de armadura única de ellos (asalto).
- Datos: Q6133045